# Viện Hàn lâm Khoa học Cộng hòa Séc
Viện Hàn lâm Khoa học Cộng hòa Séc (tiếng Séc: Akademie věd České republiky, viết tắt AV ČR) được thành lập năm 1992 bởi Hội đồng quốc gia Séc để kế thừa Viện hàn lâm Khoa học Tiệp Khắc cũ. Viện hàn lâm Khoa học Cộng hòa Séc là viện nghiên cứu công cộng phi đại học hàng đầu ở Cộng hòa Séc, thực hiện cả việc nghiên cứu cơ bản lẫn nghiên cứu ứng dụng chiến lược.
Hiện nay Viện quản lý một mạng lưới gồm 60 viện nghiên cứu và 5 đơn vị hỗ trợ, sử dụng tổng cộng 6.400 nhân viên, trong đó hơn một nửa là những nhà nghiên cứu tốt nghiệp đại học và những nhà khoa học có bằng tiến sĩ.
Trụ sở chính của Viện và 40 viện nghiên cứu trực thuộc nằm ở thành phố Praha, các viện còn lại nằm rải rác trên khắp đất nước.
Viện là thành viên quốc gia của Hội đồng Khoa học Quốc tế (ISC) , và của Hội đồng Quốc tế về Khoa học (ICSU) trước đây từ năm 1922.

## Tổ chức
Viện có 3 ban khoa học: 
- Ban toán học, vật lý và khoa học Trái Đất
- Ban hóa học và khoa học đời sống
- Ban khoa học nhân văn và khoa học xã hội.

### Ban Toán học, Vật lý và Khoa học Trái Đất
1. Phân ban Toán học, Vật lý học và Khoa học Máy tính
- Viện Thiên văn học
- Viện Khoa học máy tính
- Viện lý thuyết Thông tin và Tự động hóa
- Viện Toán học
- Viện Vật lý
- Viện Vật lý hạt nhân

2. Phân ban Vật lý ứng dụng
- Viện Thủy động lực học
- Viện Quang tử học và Điện tử học
- Viện Vật lý vật liệu
- Viện Vật lý plasma
- Viện dụng cụ khoa học
- Viện Cơ học lý thuyết và ứng dụng
- Viện Cơ nhiệt (Thermomechanics)

3. Phân ban Khoa học Trái Đất
- Viện Vật lý khí quyển
- Viện địa chất
- Viện Geonics
- Viện Địa vật lý
- Viện Cấu trúc đá và Cơ học

### Ban Hóa học và Khoa học đời sống
4. Phân ban Hóa học
- Viện Hóa học phân tích
- Viện Nguyên tắc cơ bản xử lý Hóa học
- Viện Hóa học vô cơ
- Viện Hóa học Đại phân tử
- Viện Hóa học hữu cơ và Hóa Sinh học
- Viện Hóa Lý J. Heyrovsky

5. Phân ban Sinh học và Y học
- Viện Sinh lý học động vật và Di truyền học
- Viện Lý Sinh học
- Viện Công nghệ sinh học
- Viện Thực vật thực nghệm
- Viện Y học thực nghiệm
- Viện Vi sinh vật học
- Viện Di truyền học phân tử
- Viện Sinh lý học

6. Phân ban Sinh học – Sinh thái học
- Trung tâm Sinh học
  - Viện Côn trùng học
  - Viện Thủy sinh học
  - Viện Ký sinh học
  - Viện Sinh học phân tử thực vật
  - Viện Sinh học đất
- Trung tâm nghiên cứu biến đổi khí hậu toàn cầu
- Viện Thực vật học
- Viện Sinh học động vật có xương sống

### Ban Khoa học nhân văn và Khoa học xã hội
7. Phân ban Khoa học xã hội và Kinh tế học
- Viện Kinh tế học
- Viện Tâm lý học
- Viện Xã hội học
- Viện Luật pháp và Nhà nước
- Thư viện của Viện hàn lâm Khoa học Cộng hòa Séc

8. Phân ban Khoa học Lịch sử
- Viện Khảo cổ Brno
- Viện khảo cổ Praha
- Viện Lịch sử Nghệ thuật
- Viện Lịch sử đương đại
- Viện Lịch sử
- Viện Masaryk và Lưu trữ

9. Phân ban Nhân văn và Ngữ văn học
- Viện Văn học Séc
- Viện Dân tộc học
- Viện Triết học
- Viện nghiên cứu ngôn ngữ Slav
- Viện ngôn ngữ Séc
- Viện phương Đông

## Các chủ tịch Viện
- 1.1.1993 – 25.2.1993 - George Velemínský
- 25.2.1993 – 27.3.1997 - Rudolf Zahradnik
- 27.3.1997 – 27.3.2001 - Rudolf Zahradnik
- 27.3.2001 – 24.3.2005 - Helen Illnerová
- 24.3.2005 – 24.3.2009 - Vaclav Paces
- 24.3.2009 – 24.3.2013 - Jiri Drahos